# Mohamed Al-Akbari
Mohamed Al-Akbari (sinh ngày 15 tháng 3 năm 1996) là một cầu thủ bóng đá người Các Tiểu vương quốc Ả Rập Thống nhất thi đấu cho Al Nasr.

## Sự nghiệp quốc tế

### Bàn thắng quốc tế
Tỉ số và kết quả liệt kê bàn thắng của Các Tiểu vương quốc Ả Rập Thống nhất trước.
| #  | Ngày                | Địa điểm                                                                               | Đối thủ | Tỉ số | Kết quả | Giải đấu |
| -- | ------------------- | -------------------------------------------------------------------------------------- | ------- | ----- | ------- | -------- |
| 1. | 28 tháng 8 năm 2015 | Sân vận động Thành phố Thể thao Zayed, Abu Dhabi, Các Tiểu vương quốc Ả Rập Thống nhất | Myanmar | 1–0   | 1–0     | Giao hữu |

## Danh hiệu
Al-Wahda
Á quân
- Giải bóng đá vô địch quốc gia Các Tiểu vương quốc Ả Rập Thống nhất: 2013–14